# Нельсон-Парк
Нельсон-Парк (англ. Nelson Park) — тауншип в округе Маршалл, Миннесота, США. На 2000 год его население составило 158 человек.

## География
По данным Бюро переписи населения США площадь тауншипа составляет 93,7 км², из которых 93,6 км² занимает суша, а 0,1 км² — вода (0,14 %).

## Демография
По данным переписи населения 2000 года здесь находились 158 человек, 56 домохозяйств и 44 семьи. Плотность населения —  1,7 чел./км². На территории тауншипа расположено 69 построек со средней плотностью 0,7 построек на один квадратный километр. Расовый состав населения: 100,00 % белых.
Из 56 домохозяйств в 39,3 % воспитывались дети до 18 лет, в 73,2 % проживали супружеские пары, в 1,8 % проживали незамужние женщины и в 21,4 % домохозяйств проживали несемейные люди. 21,4 % домохозяйств состояли из одного человека, при том 14,3 % из — одиноких пожилых людей старше 65 лет. Средний размер домохозяйства — 2,82, а семьи — 3,32 человека.
32,9 % населения младше 18 лет, 4,4 % в возрасте от 18 до 24 лет, 18,4 % от 25 до 44, 26,6 % от 45 до 64 и 17,7 % старше 65 лет. Средний возраст — 42 года. На каждые 100 женщин приходилось 100,0 мужчин. На каждые 100 женщин старше 18 приходилось 107,8 мужчин.
Средний годовой доход домохозяйства составлял 35 000 долларов, а средний годовой доход семьи —  40 625 долларов. Средний доход мужчин —  27 188  долларов, в то время как у женщин — 26 250. Доход на душу населения составил 12 661 доллар. За чертой бедности находились 6,7 % семей и 7,7 % всего населения тауншипа, из которых 11,4 % младше 18 лет.